# 埼玉県立春日部女子高等学校
埼玉県立春日部女子高等学校（さいたまけんりつかすかべじょしこうとうがっこう）は、埼玉県春日部市にある県立高等学校。

## 概要
全日制、普通科・外国語科を設置。通称は「春女（かすじょ）」。学校進学力パートナーシップ推進事業、「未来を拓く『学び』プロジェクト」研究推進校に指定されている。
英語のALT（語学指導助手）2名が常駐しており、また、外務省講座を実施し外務事務官の講演を聴くなど、国際教育に力を注いでいる。

## 沿革
- 1911年（明治44年） - 粕壁町立実科高等女学校として開校
- 1930年（昭和5年） - 埼玉県立粕壁高等女学校と改称
- 1948年（昭和23年） - 新制高等学校として埼玉県立春日部女子高等学校設置許可
- 1996年（平成8年） - 外国語科設置（1学級）
- 2010年（平成22年） - 創立百周年記念式典挙行

## 校歌
現在では2番までとなっている。学校行事の際、伴奏はマンドリンギター部が行う。1番は両親の恩恵について、2番は師の教えについて描かれている。本来は3番まであった。
校歌は太平洋戦争終結後､3番まであったものの1番が削除されて現在の形になっている｡
- 終戦前
  - 1番：女子の務め
  - 2番：両親への恩恵
  - 3番：師の教え
- 終戦後
  - 1番：両親への恩恵
  - 2番：師の教え

## クラブ
- 文化部

インターアクト部、演劇部、音楽部、華道部、競技かるた部、茶道部、JRC部、写真部、書道部、吹奏楽部、生物部、箏曲部、地球科学部、美術部、ホームメイキング部（クッキングコース、服飾手芸コース）、文学部、放送部、漫画研究部、マンドリンギター部、理化部
- 運動部

剣道部、新体操部、水泳部、ソフトテニス部、ソフトボール部、卓球部、テニス部、バスケットボール部、バドミントン部、バレーボール部、ハンドボール部、陸上競技部、ワンダーフォーゲル部、弓道部

## 施設
本校独自として、「外国語科棟」・「向日館」・「向日葵会館」・「日輪館」などがある。
- 外国語科棟はHR棟に併設された比較的新しい建物である。名称的に、外国語科独自が使い、普通科とは関係のないものと見られがちだが(外国語科受験者で外国語科棟のみ使うと勘違いする者もいる)、特にそういったわけではなく、普通科・外国語科ともに外国語の授業で使われる。
- 向日館とは小体育館のようなもので、主に体育の授業、剣道部・バドミントン部の活動などに使われる。また本校が災害時の避難場所として指定されているため、災害時は避難住民の寝泊りの場となる。その為、館内にシャワールームが設置されている（体育館のシャワールームも同様）。
- 向日葵会館は「ひまわり」という通称があり、文化部棟のような役割である。1階に文化部部室・生徒会室・食堂・洗濯所・浴場、2階に合宿室、文化部部室が備わっている（吹奏楽部や音楽部などは含まない）。もともと合宿所はあったが古くなったため作られたものである（合宿所は今でも吹奏楽部の活動場所となっている）。普段箏曲部の使う部屋及び合宿室や食堂は運動部などの合宿で使われることもある。2010年に外観はそのままで内装を改修した。
- 日輪館は運動部の部室棟兼弓道場で、2012年に完成した。一階が部室、二階が弓道場となっている。

## 学校行事
- 1学期　　
  - 体育祭
  - 球技会　　
  - 修学旅行
- 夏季休業中
  - 海外研修
- 2学期
  - 文化祭
  - 持久走大会
- 3学期
  - 予餞会
  - 球技大会

### 球技会
下記の文化祭・体育祭同様、クラス・団対抗で行われる。種目はバスケットボール、バレーボール、ドッジボールがある。またそれぞれの部活に入っている者はその種目には出られない。

### 文化祭・体育祭
- クラスごと、学年縦割りの団対抗となる。クラス数が多いため､毎年９団ほどの団が出来上がり､文理で分かれていない1年生はクラスが他の学年よりも1クラス少ないため､各学年1クラスずつの団の中で一つだけ２クラスの団がある。
- 文化祭では実行委員､生徒会以外はほとんどが団ごとのTシャツ（団T/だんティー）を着ている。来校者による団T人気投票もある。
- 体育祭では団ごとの団ダンスがある。（こちらも来場者による人気投票有）
- 文化祭､体育祭だけでなく､行事には必ず校長が掛け声をかける「春女コール（かすじょこーる）」というものがある｡伝統の一つとして受け継がれている｡
- 文化祭と体育祭の時期が一緒のため、2つを合わせて「春女祭（かすじょさい）」と呼んでいる。

### 持久走大会
以前は｢強歩大会｣であったが､2022年現在では｢持久走大会｣に変わっている。
持久走大会の実施場所は例年、渡良瀬遊水池である。雨天の場合は中止となる。
持久走大会当日、120分の制限時間内に11.7Kmのコースを走る。途中､給水ポイントでは教師陣が生徒に水を差し入れる。給水ポイントが5.9km地点となっている｡

## 著名な卒業生
- 天神桃子（声優）
- クミコ（歌手）
- 武山百合子（政治家、元衆議院議員）
- 白井ゆかり（気象キャスター）
- 谷山莉奈（女子プロ野球選手）
- 西出弥加（絵本作家）

## 交通
- 東武鉄道 春日部駅（伊勢崎線■野田線■）東口 徒歩17分・バス7分
- 東武鉄道 藤の牛島駅（野田線■）徒歩15分